# الإستونيون في فنلندا
الإستونيون في فنلندا  هم مهاجرون من إستونيا مقيمين في فنلندا. في عام 2017، كان هناك 42424 مهاجرًا إستونيًا في فنلندا، وفقًا للأمم المتحدة. الإستونيون هم ثاني أكبر مجموعة مهاجرة في فنلندا، بعد الروس.

## التاريخ
كانت الهجرة من إستونيا إلى فنلندا منخفضة قبل عام 1990. بعد انهيار الاتحاد السوفيتي ، وعضوية إستونيا في الاتحاد الأوروبي في عام 2004، ازدادت الهجرة من إستونيا إلى فنلندا بسرعة.

## السكان
في عام 2017، كان هناك 49,590 من المتحدثين باللغة الإستونية. فنلندا لديها أكبر مجتمع من الاستونيين خارج استونيا في عام 2012، هاجر 5000 شخص آخر من استونيا إلى فنلندا من هاجرهم إلى إستونيا. هناك ما يقدر بنحو 100,000 إستوني يعملون في فنلندا.
| №  | البلدية        | الاستونيين | %    |
| -- | -------------- | ---------- | ---- |
| 1. | هلسنكي         | 12,970     | 2.02 |
| 2. | فانتا (فنلندا) | 8,781      | 3.99 |
| 3. | إسبو           | 6,566      | 2.36 |
| 4. | توركو          | 1,891      | 1.00 |
| 6. | كيرافا         | 1,163      | 3.25 |
| 7. | كيركونومي      | 1,086      | 2.76 |
| 8. | تامبيري        | 1,074      | 0.47 |